# Haliastur
Haliastur är ett släkte med medelstora hökfåglar med två arter som förekommer i södra Asien och Australien, brahminglada (Haliastur indus) och visselglada (Haliastur sphenurus). De är systerarter till gladorna i Milvus, men deras ekologi, fjäderdräkt och läten skiljer sig tydligt. Släktets båda arter är stora glador med relativt små huvuden och rundade stjärtar.